# Хербст, Кристоф Мария
Кристоф Мария Хербст (род. 9 февраля 1966 года, Вупперталь, земля Северный Рейн-Вестфалия, Германия) — немецкий актёр и комик.

## Жизнь и театральная карьера
После получения аттестата зрелости, Хербст стал учеником в банковской сфере, и в то же время играл на сцене любительского театра в Вуппертале. В 1986 году он был одним из основателей частного театра в Кроненберге и его актёрской школы. Он до сих пор выступает в немецких театрах. Совсем недавно[когда?] он исполнил "Männerhort" (Мужчина-ребёнок) в театре на курфюрстендамм в Берлине вместе с Бастианом Pastewka, Майклом Кесслером и Юргеном Тонкеном.

## На телевидении
Хербст впервые выступил на немецком телевидении в шоу в sketchup - следующее поколение в 1997 году. С 2002 по 2007 год он выступал как актёр в многочисленных шоу и сериалах.

## Фильмография
Хербст начал кинокарьеру в 1998 году в фильме Последний Мальчишник). Его звёздные роли были совместными с Михаэль Хербиг, Рик Kavanian и Кристиан Трамиц (Christian Tramitz) В (Т)Raumschiff сюрприз — периоде 1 в 2003 году, а также появился в роли дворецкого Альфонса Хатлера (Alfons Hatler) в фильме 2004 года Wixxer вместе с Оливер Калкофе, Томас Фрич, Оливер Вельке и другими ведущими немецкими комедиантами. В 2006 году Хербст снова снимался совместно с Михаэлем Хербигом в фильме Хи-Буг, отель Das Schlossgespenst в роли короля Джулиуса, 111-й.

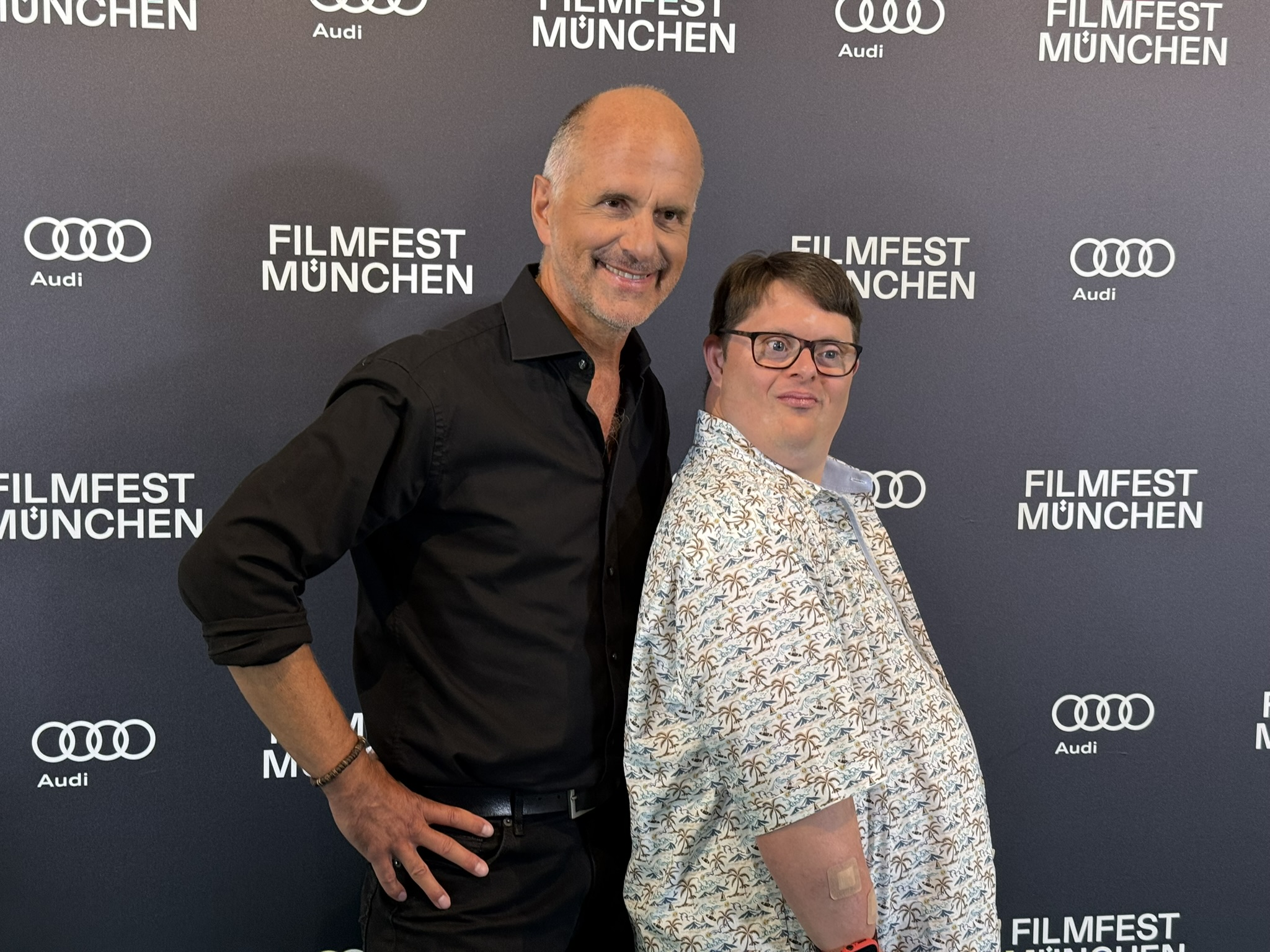
Хербст (слева) и Николас Рандел на Мюнхенском международном кинофестивале, 2 июля 2025 года

### Фильмы и сериалы
| Год  |    | Название                                                  | Роль                                           |                                                              |
| ---- | -- | --------------------------------------------------------- | ---------------------------------------------- | ------------------------------------------------------------ |
| 1998 | с  | Балько                                                    | Balko                                          | Дирк Глосс / Dirk Glosse                                     |
| 1998 | с  | Клоун                                                     | Der Clown                                      | Лео / Leo                                                    |
| 1998 | с  | Спецотряд «Кобра»                                         | Alarm für Cobra 11 - Die Autobahnpolizei       | Маркус Крюгер / Marcus Krüger                                |
| 1998 | с  | Городская клиника                                         | Stadtklinik                                    | Эберхард Лиенен / Eberhard Lienen                            |
| 1999 | тф | OA преследует старшего врача                              | OA jagt Oberärztin                             | Леманнский / Lehmannski                                      |
| 2000 | тф | Пока есть мужчины                                         | Solange es Männer gibt                         |                                                              |
| 2000 | с  | Альфатиам — Спасатели в операционной                      | Alphateam - Die Lebensretter im OP             | Кристиан / Christian                                         |
| 2000 | тф | Пока есть мужчины                                         | Solange es Männer gibt                         |                                                              |
| 2000 | тф | Увлеченный жизнью                                         | Scharf aufs Leben                              | Джерри (в роли К.-М. Хербста) / Jerry (as C.-M. Herbst)      |
| 2001 | с  | Охрана                                                    | Die Wache                                      | Томас Крамм / Thomas Kramm                                   |
| 2001 | с  | Действительно последний холостяк (четыре последние серии) | Der wirklich letzte Junggeselle                | Дариус в. Дросте-Шаттенбурга / Darius v. Droste-Schattenburg |
| 2001 | тф | Три женщины, один план и большие деньги                   | Drei Frauen, ein Plan und die ganz große Kohle | Йохен / Jochen                                               |
| 2003 | ф  | Лэсси                                                     | Lassie                                         |                                                              |
| 2003 | тф | Пляжные мальчики                                          | Beach Boys - Rette sich wer kann               | Доктор / Arzt                                                |
| 2003 | тф | Две недели Аргентина                                      | Zwei Wochen Argentinien                        | Полицейский / Polizist                                       |
| 2003 | с  | СОКО Кёльн                                                | SOKO Köln                                      | Петер Кремер / Peter Kremer                                  |
| 2003 | ф  | Трое за Робин Гуда                                        | Drei für Robin Hood                            | Robin Hood / Робин Гуд                                       |
| 2003 | тф | Странная пара                                             | Ein seltsames Paar                             | Бекон / Speck                                                |
| 2004 | ф  | Космический дозор. Эпизод 1                               | (T)Raumschiff Surprise - Periode 1             | Советник Вильгельма / Berater von William                    |
| 2004 | с  | Офис                                                      | Стромберг, Сезон 1                             | Stromberg / Стромберг                                        |
| 2004 | ф  | Чистильщик                                                | Wixxer (WiXXer)                                | Хэтлер / Hatler                                              |
| 2004 | ф  | Пираты северных морей (англ.)                             | Имя персонажа не указано                       |                                                              |
| 2005 | с  | Стромберг, Сезон 2 (сериал)                               | Stromberg                                      | Stromberg                                                    |
| 2005 | ф  | Рыбак и его жена                                          | Имя персонажа не указано                       |                                                              |
| 2006 | ф  | Хуэй Буг                                                  | Слесарь                                        |                                                              |
| 2006 | ф  | Призрак в законе                                          | Король Юлиус                                   |                                                              |
| 2006 | с  | Pastewka                                                  | Имя персонажа не указано                       |                                                              |
| 2006 | ф  | Где Фред?                                                 | Имя персонажа не указано                       |                                                              |
| 2006 | ф  | Урмель изо льда                                           | Озвучивание                                    |                                                              |
| 2007 | с  | Стромберг, Сезон 3                                        | Имя персонажа не указано                       |                                                              |
| 2007 | ф  | Хвастун                                                   | Имя персонажа не указано                       |                                                              |
| 2007 | ф  | Новое от WiXXer                                           | Имя персонажа не указано                       |                                                              |
| 2007 | с  | На помощь! Свадьба! // Худшая неделя в моей жизни         | Имя персонажа не указано                       |                                                              |
| 2007 | ф  | Руки от Миссисипи (Hände weg von Mississippi)             | Имя персонажа не указано                       |                                                              |
| 2007 | с  | Трамиц и друзья                                           | Имя персонажа не указано                       |                                                              |
| 2007 | ф  | Якобс Брудер                                              | Имя персонажа не указано                       |                                                              |
| 2008 | с  | Убийство с перспективой                                   | Имя персонажа не указано                       |                                                              |
| 2008 | тф | Дон Кихот // Никогда не сдавайся!                         | Имя персонажа не указано                       |                                                              |
| 2008 | ф  | Импи-суперстар! // Urmel voll in Fahrt                    | призрак Эдди (озвучивание)                     |                                                              |
| 2008 | ф  | 2 Санта-Клауса                                            | Имя персонажа не указано                       |                                                              |
| 2009 | с  | Стромберг, Сезон 4                                        | Имя персонажа не указано                       |                                                              |
| 2009 | ф  | Викки Викинг                                              | Имя персонажа не указано                       |                                                              |
| 2010 | ф  | Крейцерова соната                                         | Имя персонажа не указано                       |                                                              |
| 2011 | ф  | Вики и сокровища богов                                    | Имя персонажа не указано                       |                                                              |
| 2014 | ф  | Стромберг (Фильм)                                         | Имя персонажа не указано                       |                                                              |
| 2015 | ф  | Дорога в ад // Highway to Hellas                          | Имя персонажа не указано                       |                                                              |
| 2018 | ф  | Выпьем за любовь                                          | Штефан Бергер                                  |                                                              |

## Награды
- 2002: Дойчер Comedypreis как Лучший актер второго плана в сайту ladykracher
- 2005: баварский Fernsehpreis за Штромберг
- 2005: Дойчер Comedypreis как Лучший актер за Штромберг
- 2005: Золотые Цигун для Штромберг
- 2005: Юпитер-Filmpreis как лучший телевизионный актер
- 2006: Адольф Гримме-прайс для Штромберг
- 2006: Дойчер Comedypreis как Лучший актер в комедийном сериале за Штромберг
- 2006: журнал GQ - Человек года в номинации телевидение
- 2006: Сони музыке - тройной платины за 150000 продал Штромберг-DVD-дисков
- 2007: немецкий Comedypreis как Лучший актер (в комедии) для Штромберг